# Посттрансфузионный шок
Посттрансфузионный шок — результат массивного распада эритроцитов. Характеризуется резким нарушением кровообращения, особенно в почках, угнетением обменных процессов.
В моче происходят большие изменения: цвет её коричневато-чёрный, её количество уменьшается, и нередко наступает анурия.
Симптомы: значительное ухудшение самочувствия, стеснение в груди, лихорадка с ознобом, тошнота, рвота, боль в голове, животе, ощущение жара во всём теле, пульс учащён, одышка.
Спустя пару часов состояние может улучшиться, но затем появляется клиническая картина острой недостаточности функции почек — острая уремия. Поражаются почки и печень, появляется ацидоз вследствие нарушения кислотно-щелочного равновесия, изменяется водноэлектролитный баланс, резко повышается содержание азота крови, появляется гипертензия, к концу суток появляется желтуха.
Основным патогенетическим фактором этого состояния является спастическое сокращение почечных сосудов с последующим повреждением почечной ткани.